# Nikol Pasinján
Nikol Vovayi Pasinján (örményül: Նիկոլ Վովայի Փաշինյան (Idzsevan, 1975. június 1. –) örmény politikus, 2018. május 8. óta Örményország miniszterelnöke.

## Karrierje
Eredetileg újságíró volt, 1998-ban alapította meg saját újságát, amelyet egy évvel később bezártak rágalmazás miatt. Egy évre ítélték Szerzs Szargszján akkori nemzetbiztonsági miniszter ellen elkövetett rágalmazásért. 1999 és 2012 között a Haykakan Zhamanak ("Örmény idők") című újságot szerkesztette. A 2007-es parlamenti választáson egy kisebb ellenzéki pártot vezetett, a szavazatok 1,3%-át megszerezve.
Pasinján elkötelezett híve volt Levon Ter-Petroszjánnak, aki a 2008-as elnökválasztás előtt visszatért politikához. Pasinján Ter-Petroszján támogatóinak egyik vezetője volt a 2008. februári és márciusi választások utáni tüntetéseken, amelyet a biztonsági erők március 1-jén feloszlatták, ami tíz ember halálát okozta. Tömegzavarás szervezéséért elítélték, 2009 közepéig bujkált. Hét év börtönbüntetésre ítélték a tüntetésekben játszott szerepéért. 2011 májusában egy általános amnesztia keretében szabadult. 2012-ben a Ter-Petroszján széles ellenzéki koalíciójából, az Örmény Nemzeti Kongresszusból választották be a parlamentbe.
Pasinján később politikai okokból elhatárolta magát Ter-Petroszjántól, megalapítva a Polgári Szerződés pártot. Két másik ellenzéki párttal együtt Pasinján megalakította a Kiút Szövetséget, amely a szavazatok csaknem 8%-át szerezte meg a 2017-es parlamenti választásokon. Ő volt a 2018-as örmény forradalom vezetője, amely Szerzs Szargszján miniszterelnököt és kormányát lemondásra kényszerítette. A parlament 2018. május 8-án választotta megbízott miniszterelnöknek, 2018 decemberében pedig megnyerte az előrehozott parlamenti választásokat. Pasinján győzelmét egyes megfigyelők eredetileg a demokrácia javulásának hirdették, míg mások pusztán populistának minősítették Pasinjánt. Pasinján új kormányában több liberális nyugati civil szervezeti aktivistát neveztek ki vezető pozíciókba, valamint a bársonyos forradalom támogatóit, akiknek nem volt korábbi politikai tapasztalatuk.
Pasinján később politikai okokból elhatárolta magát Ter-Petroszjántól, megalapítva a Polgári Szerződés pártot. Két másik ellenzéki párttal együtt megalakította a Kiút Szövetséget, amely a szavazatok csaknem 8%-át szerezte meg a 2017-es parlamenti választásokon. Ő volt a 2018-as örmény forradalom vezetője, amely Szerzs Szargszján miniszterelnököt és kormányát lemondásra kényszerítette. A parlament 2018. május 8-án választotta megbízott miniszterelnöknek, decemberben pedig megnyerte az előrehozott parlamenti választásokat. Pasinján győzelmét egyes megfigyelők eredetileg a demokrácia javulásának hirdették, míg mások pusztán populistának minősítették. Kormányában több liberális nyugati civil szervezeti aktivistát neveztek ki vezető pozíciókba, valamint a bársonyos forradalom támogatóit, akiknek nem volt korábbi politikai tapasztalatuk.
Ő vezette végig Örményországot a 2020-as hegyi-karabahi háborún, amely Örményország és az önmagát függetlennek kikiáltó Hegyi-Karabah Köztársaság és a szomszédos Azerbajdzsán közötti tört ki a hegyi-karabahi konfliktus miatt. A háborúnak 44 nap után vetett véget, 2020. november 9-én aláírt háromoldalú tűzszüneti megállapodás, amely jelentős emberi, anyagi és területi veszteségeket okozott az örmény félnek. Kormányát bírálták Örményországon belül a háború irányítása miatt. A háborút követően Pasinjánt árulásért vádolták, és a tüntetők lemondására szólították fel. A tiltakozások és a 40 magas rangú katonatiszt lemondására felszólító nyilatkozata ellenére (amit puccskísérletnek minősített), Pasinján ellenállt a politikai hatalom átadására irányuló felhívásoknak. 2021. április 25-én bejelentette hivatalos lemondását, hogy júniusban előrehozott választásokat lehessen tartani, bár továbbra is megbízott miniszterelnökként állt a választások előtt. Pártja megnyerte a 2021-es választást, az összes szavazat több mint felét megszerezve.

## Kapcsolatok az Európai Unióval

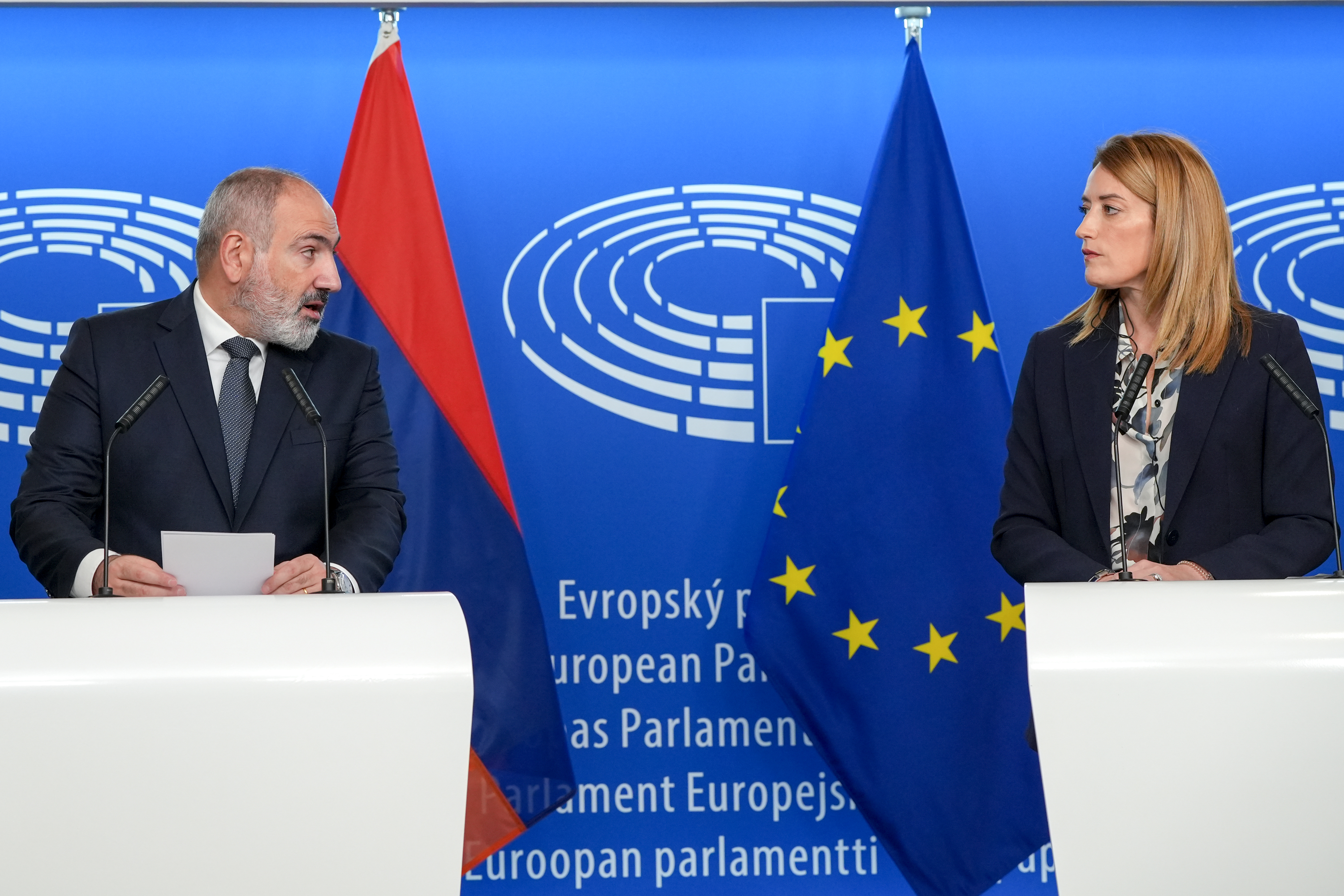
Pasinján és Roberta Metsola, az Európai Parlament elnöke Brüsszelben 2023. október 20-án

2022. augusztus 31-én találkozott az Európai Unió Tanácsának elnökével, Charles Michellel Brüsszelben, hogy megvitassák az örmény–azerbajdzsáni határválság békés megoldását.
2023. február 17-én Münchenben találkozott Ursula von der Leyennel, az Európai Bizottság elnökével. A felek megvitatták az Örményország és az Európai Unió együttműködésével kapcsolatos különböző kérdéseket. A felek emellett eszmét cseréltek a Keleti Partnerség gazdasági és beruházási terve keretében Örményországban megvalósítandó projektekről.
Az örmény Országgyűlés elnöke, Alen Szimonján 2024. február 29-én kijelentette, hogy Örményországnak törekednie kell az EU-tagságra. Válaszul március 2-án Pasinján tanácsolta, hogy Örményország hivatalosan a következő napokban, legfeljebb egy hónapon belül jelentkezzen EU-tagjelöltként. Pasinján március 5-én kijelentette, hogy Örményország legkésőbb 2024 őszéig jelentkezik az EU-tagjelöltségre. A 2024-es koppenhágai demokrácia-csúcstalálkozón kijelentette, hogy szeretné, ha Örményország még ebben az évben az Európai Unió tagjává válna.

## Magánélete
Felesége Anna Hakobján, a Haykakan Zhamanak főszerkesztőjét. Három lányuk és egy fiuk van. Hivatalosan nem házasok, és nem volt egyházi szertartásuk sem. Pasinján kijelentette, reméli, hogy egyszer egy örmény apostoli templomban házasodhatnak össze. Fiuk, Ashot önként jelentkezett szolgálatra Artsakhban 2018-ban, majd 2020 októberében a 2020-as hegyi-karabahi háború alatt.
Anyanyelvén, az örményen kívül oroszul, angolul, és franciául beszél. Az interjúkban azonban szívesebben használja az örmény nyelvet.
A 2021-es örmény parlamenti választások kampánya alatt felajánlotta, hogy fiát, Ashotot kicseréli az Azerbajdzsánban tartott összes örmény hadifogolyra. A csere soha nem történt meg.